# Филиппинский жёлоб
Филиппи́нский жёлоб — глубоководная впадина, расположенная к востоку от Филиппинских островов. Её протяжённость — 1320 км, от северной части острова Лусон до Моллукских островов. Самая глубокая точка — 10540 м.
Ранее жёлоб именовался как Минданао. Склоны жёлоба асимметричны, островной склон выше и круче океанического, сложены ступенями и уступами, расчленены каньонами. Имеет узкое дно, разделённое на отдельные плоскодонные впадины порогами. В 1912 году жёлоб был изучен по всей протяженности немецким гидрографическим судном «Планет».
Филиппинский жёлоб является результатом столкновения литосферных плит. Океаническая, 5-километровой толщины, но с характерным удельным весом (базальт), Филиппинская Морская Плита перемещается со скоростью 16 см в год под 60-километровую, с меньшим удельным весом (гранит), Евразийскую Плиту, и плавится за счёт мантии Земли на глубине от 50 до 100 км. Этот геофизический процесс назван субдукцией. В этой зоне и находится Филиппинский жёлоб.